# Mistrzostwa Azji w Biegach Przełajowych 2016
13. Mistrzostwa Azji w Biegach Przełajowych – zawody lekkoatletyczne w przełajach, które odbyły się 29 lutego 2016 w bahrajńskim mieście Manama.
Reprezentanci Bahrajnu zwyciężyli także we wszystkich 4 klasyfikacjach drużynowych.

## Rezultaty

### Seniorzy
| Konkurencja:           | Złoto         | Wynik | Srebro      | Wynik | Brąz         | Wynik |
| Bieg na 12 km mężczyzn | Albert Rop    | 32:36 | Isaac Korir | 32:59 | Aweke Ayalew | 33:07 |
| Bieg na 8,4 km kobiet  | Eunice Chumba | 29:36 | Ruth Jebet  | 29:42 | Mimi Belete  | 29:46 |

### Juniorzy
| Konkurencja:            | Złoto                   | Wynik | Srebro                 | Wynik | Brąz         | Wynik |
| Bieg na 8,4 km mężczyzn | Abdi Ali Gelelchu       | 26:18 | Darara Desalegn Hurira | 26:20 | Abdi Ibrahim | 27:11 |
| Bieg na 6 km kobiet     | Dalilah Abdelkadir Gosa | 21:55 | Desi Jisa Mokonin      | 22:01 | Yuka Mukai   | 22:07 |